# إلينا جيربر
إلينا جيربر (بالألمانية: Alena Gerber) (و. 1989  م) هي ممثلة، وعارضة، وبلاي بوي بلاي ميت ألمانية، ولدت في أوستفيلدرن.

## وصلات خارجية
- إلينا جيربر على موقع IMDb (الإنجليزية)
- إلينا جيربر على موقع قاعدة بيانات الفيلم (الإنجليزية)

- إلينا جيربر في قاعدة بيانات الأفلام على الإنترنت